# 新田宇一郎
新田 宇一郎（にった うちろう、1896年3月5日 - 1965年8月22日）は読売テレビ代表取締役副社長、日本ABC協会専務理事。ペンネームは鶴間 三太郎（つるま さんたろう）。富山県出身。

## 経歴
1919年に神戸高等商業学校を卒業し久原商事に入社するも、1922年に朝日新聞へ移籍した。1930年に同社の東京本社広告部長に就任した。1939年に営業局次長、1942年に営業局長、1943年には系列会社の日本新聞輸送の取締役となる。1945年に同社の代表取締役社長に就任した。また同年には朝日新聞取締役（業務総務担当）にも就任した。しかし1946年に全職を退任し慶応義塾大学の講師となる。1951年に東京大学新聞研究所の講師及び電通ラジオ局顧問に就任した。1952年にABC懇談会設立に参加した。1955年に日本ABC協会に改名と同時に専務理事となる。1958年には読売テレビの専務取締役に就任した。1963年2月16日、太田垣士郎（関西電力代表取締役会長）、川崎金藏（日生不動産代表取締役社長）、佐伯有（近畿日本鉄道代表取締役社長）、清水明（日生住宅代表取締役社長）、寺尾威夫（大和銀行頭取）、野村正辰（朝日新聞社員）、弘世現（日本生命代表取締役社長）らと共に西大和ニュータウンの発起人となる。同年4月に読売テレビ代表取締役副社長に就任した。

## 受賞歴
- 1966年 - 第4回マスコミ功労者顕彰広告功労者